# مديرية ذيبين

تعديل مصدري - تعديل

مديرية ذيبين إحدى مديريات محافظة عمران في اليمن. بلغ عدد سكانها 30799 نسمة عام 2004. تقع المديرية في شرق محافظة عمران وتضم عزلتين، مركز المديرية مدينة ذيبين.

موقع مديرية ذيبين في محافظة عمران